# Judith Quiney
Pour les articles homonymes, voir Quiney et Shakespeare (homonymie).
Judith Quiney, baptisée le 2 février 1585 et morte le 9 février 1662, née Shakespeare, est la fille cadette de William Shakespeare et d'Anne Hathaway et la jumelle de leur fils unique Hamnet Shakespeare. Elle épouse Thomas Quiney (en), un vigneron de Stratford-upon-Avon. Les circonstances de ce mariage, y compris la mauvaise conduite de Judith Quiney, ont peut-être incité à réécrire le testament de Shakespeare. Thomas est radié, tandis que l'héritage de Judith est assorti de dispositions visant à le protéger de son mari. La majeure partie de la succession de Shakespeare est laissée, par un entail élaboré, à sa fille aînée Susanna et à ses héritiers masculins.
Judith Quiney a survécu à ses trois enfants.

## Biographie
Judith Shakespeare, baptisée le 2 février 1585 avec son frère jumeau Hamnet, est la fille de William Shakespeare et d'Anne Hathaway. Elle est la sœur cadette de Susanna et la sœur jumelle de Hamnet. Hamnet, cependant, meurt à l'âge de onze ans,. Son baptême le 2 février 1585 est enregistré sous le nom de « Judeth Shakespeare » par le vicaire, Richard Barton de Coventry, dans le registre paroissial de la Holy Trinity Church, Stratford-upon-Avon,,. Les jumeaux sont nommés d'après un mari et une femme, Hamnet et Judith Sadler, qui sont des amis des parents. Hamnet Sadler était boulanger à Stratford.
Contrairement à son père et à son mari, Judith Shakespeare est probablement analphabète. En 1611, elle est témoin de l'acte de vente d'une maison pour 131 livres sterling (l'équivalent de 26 520 livres sterling en 2019) à William Mountford, un charron de Stratford, par Elizabeth Quiney, sa future belle-mère, et Adrian, le fils aîné d'Elizabeth. Judith signe à deux reprises avec une marque en forme de tire-bouchon au lieu de son nom, rajouté par un clerc,.